# Teucholabis scitamenta
Teucholabis scitamenta är en tvåvingeart som beskrevs av Alexander 1931. Teucholabis scitamenta ingår i släktet Teucholabis och familjen småharkrankar. Inga underarter finns listade i Catalogue of Life.